# 秋天的落葉
秋天的落葉是法語歌曲〈Les Feuilles mortes〉（意為「落葉」）的英語版本，由約瑟夫·科斯馬於1945年作曲，法語原詞由賈克·普維創作，英語詞則由约翰尼·默瑟填寫。鋼琴家羅傑・威廉斯所演奏的器樂版本曾在1955年登上美國《告示牌》排行榜冠軍，成為年度暢銷歌曲。
自面世以來，〈秋天的落葉〉已成為爵士经典曲之一，是被爵士樂手翻唱次數最多的作品之一，據統計已有超過一千首由主流爵士與流行音樂藝人發行的商業錄音版本。

## 背景
柯斯瑪原籍匈牙利，後在巴黎結識了詩人普雷維爾，兩人共同創作了〈Les Feuilles mortes〉一曲。該歌曲於1945年完成註冊，並在1947年正式出版。而本曲最初源自柯斯瑪為羅蘭·佩蒂的芭蕾作品《邂逅》（Le Rendez-vous）所作的配樂，該作品於第二次世界大战結束時在巴黎首演。歌曲旋律有大段與該芭蕾配樂相同，而該配樂本身亦部分地與儒勒·马斯内的〈十月詩 第四號〉（Poème d’octobre No. 4）相似。此外，曲中的某段旋律也被指出與彼得·柴可夫斯基1888年的作品《哈姆雷特》序曲幻想曲（Hamlet Overture-Fantasia, Op. 67）中的片段幾乎完全一致。
马塞尔·卡尔内將〈Les Feuilles mortes〉選作1946年電影《夜之門》的配樂，在該版本中是由艾琳·約阿欽與伊夫·蒙当分別演唱或哼唱。
該曲最成功的商業錄音為伊夫・蒙當1949年在哥倫比亞唱片公司發行的版本，在五年間銷量突破百萬張。在此之前，柯拉·沃凱爾也曾於1947或1948年錄製此曲，而茱麗葉・葛蕾柯則於1949年首次錄製了自己的版本。
1950年，约翰尼·默瑟為此曲填寫英語歌詞，並將其命名為〈秋天的落葉〉。英語歌詞相較原版法語簡短許多，僅包含兩段歌詞。在法語版本中，關鍵歌詞「C'est une chanson（這是一首歌）」出現在第十三小節，而英語版本的主題句「秋天的落葉」則在第一小節即出現。[3] 當時馬瑟為國會唱片的創辦人之一，遂選擇旗下歌手祖·斯塔福於1950年7月錄製首個英語版本。

## 結構與和聲
〈秋天的落葉〉採用AABC結構。此曲因其和聲進行幾乎完全由ii–V–I及 ii–V 級進行所構成，成為初學爵士樂手熟悉爵士和聲的入門曲目之一，這些和聲進行在爵士樂中極為典型。雖然現今多以G小調演奏，但原始調性實為A小調。
本曲的和弦進行（iv7–♭VII7–♭IIImaj7–♭VImaj7–iiø–V7–i）即是一個五度圈進行的典型例子。

## 羅傑·威廉斯版本
1950年代，鋼琴家路易斯·雅各布·韋茲（Louis Jacob Weertz），正在一間飯店大廳演奏該曲時，被 Kapp 唱片公司的創辦人大衛·凱普（Dave Kapp）發掘，並受其建議改名為「羅傑・威廉斯」。威廉斯首張專輯《The Boy Next Door》未能引起市場關注，隨後推出的〈秋天的落葉〉則成為他的突破之作。
此曲是在一個星期五錄製的。威廉斯原以為曲名是〈Falling Leaves〉，他曾回憶道：「我腦海中的第一個想法是讓整首曲子充滿鍵盤向下滑落的音階，試圖讓它聽起來像落葉飄零的聲音。」 他在週五和週六夜晚創作了這份編曲，並於週一完成錄音。"威廉斯在演奏中以連續向下的琶音為主體，並由葛倫·奧瑟（Glenn Osser）指揮的管弦樂團伴奏。首個版本時長略超過三分鐘，卡普建議將其略為加速，以便控制在三分鐘以內，威廉斯也照此調整。
這首單曲於1955年登上美國排行榜冠軍，是史上首支登上排行榜第一的鋼琴器樂曲。該曲在美國「暢銷唱片榜」上連續四週名列第一，據說全球銷量超過兩百萬張， 並被認為是史上最暢銷的鋼琴單曲。
為慶祝推出十週年，威廉斯於 1965 年為 Kapp 再次錄製了立體聲版本，並加入合唱與管弦編制。

### 排行榜
| 排行榜（1955年）                | 排名 |
| ------------------------------- | ---- |
| 美國商店最暢銷專輯 (《告示牌》) | 1    |
| 美國錢櫃                        | 1    |

## 其他版本
本曲在1950年代被眾多主流流行歌手翻唱，包括史蒂夫·康威（1950年）、冰·哥羅士比（1950年）、納·京·高爾（收錄於1955年重發專輯《Nat King Cole Sings for Two in Love》，並在1956年電影〈秋天的落葉〉中使用）、桃樂絲·黛（1956年）以及法蘭克·辛納屈（1957年）。此外，它也在 1959年的音樂電影《嘿，小伙子！嘿，女孩！》中，由路易斯·普利瑪與基利·史密斯演唱。
羅傑·威廉斯版本大受歡迎後，1955年末也有其他流行版本相繼問世，包括史蒂夫·艾倫、雷·查爾斯合唱團、傑基·葛里森、米奇·米勒、維克多·楊等，其中僅有艾倫的版本進入 《告示牌》前40名。
法國女歌手艾迪特·皮雅芙亦於1951年推出法英雙語版。

### 爵士樂改編
〈秋天的落葉〉亦極受爵士樂界青睞，許多樂手將其納入演出與錄音曲目，包括：
- 亞提·蕭（英语：Artie Shaw）（1950年）
- 斯坦·盖茨（1952年）
- 卡爾·泰德（英语：Cal_Tjader）（1954年、收錄於《Mambo with Tjader》）
- 艾哈迈德·贾马尔（1955年）
- 艾洛·加納（英语：Erroll Garner）（1955年、《Concert by the Sea》）
- 艾靈頓公爵（1957年、《Ellington Indigos》）
- 加農炮艾德利, 1958年、《Somethin' Else》，與邁爾士·戴維斯合作）
- 邁爾士·戴維斯（1964年、《Miles Davis in Europe》現場版本）
- 文斯·葛拉迪（英语：Vince Guaraldi）（1958年）
- 比爾·艾文斯（1959年、《Portrait in Jazz》）
- 約翰·柯川（1962年）
- 福居良（1976年）

本曲亦成為薩克斯風手班·韋伯斯特後期生涯的代表作。亦有多位爵士女歌手錄製，如莎拉·沃恩（1982年《Crazy and Mixed Up》專輯）。
作曲家特里·赖利亦於1965年創作了此曲的改編變奏（contrafact），延續其在《In C》（1964）中採用的小型旋律與節奏單元的重複模式。此外，薩克斯風演奏樊尚·赫林也於 1992 年專輯《Secret Love》中收錄此曲。美國實驗歌手迪安曼達·加拉斯也於其 2008 年現場專輯《Guilty Guilty Guilty》中翻唱此曲。

## 文化地位
2012年，爵士樂史學家菲利浦·波杜安（Philippe Baudoin）評此曲為「最重要的非美國爵士標準曲目」，並指出截至當時已有超過1,400次的爵士樂錄音版本，在爵士樂標準曲中錄音次數排名第八。
此外，此曲亦為美國藍衣鼓號隊的官方團歌。

## 外部連結
- "Autumn Leaves" at jazzstandards.com